# Drożdżyn
Drożdżyn – wieś sołecka w Polsce położona w województwie mazowieckim, w powiecie płońskim, w gminie Sochocin.
| SIMC    | Nazwa              | Rodzaj    |
| ------- | ------------------ | --------- |
| 0125753 | Drożdżynek-Parcele | część wsi |

W latach 1975–1998 miejscowość administracyjnie należała do województwa ciechanowskiego.